# Чуб, Александр Сергеевич
Александр Сергеевич Чуб (укр. Олександр Сергійович Чуб, позывной — Викинг; 15 февраля 1995, Харьков — 19 июня 2022, Северодонецк) — украинский военнослужащий, младший лейтенант, участник российско-украинской войны. Герой Украины (2022, посмертно).

## Биография
Родился 15 февраля 1995 года в Харькове в семье военного. Учился в Киевском военном лицее имени Ивана Богуна, однако после болезни и смерти матери был переведён в гражданский лицей. Окончил авиационно-космический лицей имени Игоря Сикорского.
С 2016 года проходил службу в 8-м отдельном полку специального назначения Сил специальных операций, участвовал в АТО на востоке Украины. Позже работал инструктором по рукопашному бою в Военном институте Киевского национального университета имени Тараса Шевченко.
С февраля 2022 года служил в подразделении специального назначения Главного управления разведки Министерства обороны Украины. Участвовал в боях за Киев и Киевскую область, выполнял специальные задания на юге Украины, включая операцию по освобождению острова Змеиный.
Погиб 19 июня 2022 года в Северодонецке Луганской области во время штурма огневых позиций противника. Получив смертельные ранения, приказал товарищам не забирать его, чтобы не подвергать их опасности.

## Награды
- Звание «Герой Украины» с удостоением ордена «Золотая Звезда» (2022, посмертно) — за личное мужество и героизм, проявленные в защите государственного суверенитета и территориальной целостности Украины, верность военной присяге.

- На здании авиакосмического лицея, где учился Александр, 15 декабря 2022 был установлен памятный знак. На открытии присутствовали члены семьи, ученики лицея, боевые собратья, представители военной разведки и Министерства обороны Украины[1].

- В марте 2024 года на фасаде дома в Святошинском районе Киева, где жил Александр, установили мемориальную доску, а собратья изготовили ему памятник - рыцарь с автоматом в руке.